# Зенебеуорк Тадессе
Зенебеуорк Тадессе (амх. ዘነበወርቅ ታደሰ, Zenebework Tadesse) — эфиопская учёная-социолог и активистка. Была первым исполнительным директором Ассоциации африканских женщин по исследованиям и разработкам (AAWORD).

## Ранние годы и образование
Зенебеуорк Тадессе родилась в Аддис-Абебе в католической семье служащего. Она посещала католическую школу для девочек, где ей преподавали священники-миссионеры.
Позже она училась в США, где провела некоторое время в Миннесоте и Индиане, сначала изучая журналистику, а затем переключившись на международные отношения, когда поняла, что отсутствие свободы прессы в Эфиопии помешает журналистской стезе. Она училась в Университете Бингемтона в Нью-Йорке, где получила степени по социологии и международным отношениям. Затем перебралась в Чикаго, где приняла участие в движении за гражданские права и организации «Чёрные пантеры». Позже она переехала в Гарлем.
Вернулась на родину после 16 лет за рубежом. Она была научным сотрудником в аспирантуре Южно-Африканского университета в Эфиопии.

## Карьера
Тадессе — активист и социолог, которая провела значительные исследования в области демократии, гендера и прав женщин на землю в Африке. Она призывала к большей финансовой поддержке женщин, особенно в отношении доступа к образованию. Тадессе является одной из основателей Эфиопского форума социальных наук и вице-президентом Эфиопской академии наук. Она состоит членом исполнительного совета Африканского гендерного института и Африканского института управления. Тадессе также была заместителем исполнительного секретаря Совета по развитию исследований в области социальных наук в Африке (CODESRIA) с 1987 по 1993 год и во время своего пребывания в должности возглавляла его программу публикаций, а позднее стала первой женщиной, ставшей президентом исполнительного комитета CODESRIA с 2002 по 2005 год.
В 1977 году она стала одной из основательниц и первым исполнительным директором Ассоциации африканских женщин по исследованиям и развитию.
Тадессе сотрудничала с несколькими организациями, связанными с Организацией Объединённых Наций, в том числе была членом исполнительного комитета Научно-исследовательского института социального развития при ООН, а также членом Комитета по политике в области развития в 2016—2018 годах. В её компетенцию входила работа в качестве директора Глобального фонда для женщин и директора Образовательного партнёрства для женщин.
Тадессе была консультантом по развитию в журнале Agrarian South: Journal of Political Economy.

## Избранные публикации
В 1976 году она написала книгу «Положение женщин в Эфиопии», рукопись которой хранится в римской штаб-квартире ФАО, но не была опубликована.
Совместно с Яредом Амаре она написала статью «Права женщин на землю в Эфиопии», опубликованную в 2000 году в журнале Ассоциации эфиопских женщин-юристов (№ 1 (лето): 25-51).
В 1984 году Тадессе опубликовала работу «Нарушая молчание и расширяя границы истории: заметки о последних исследованиях африканских женщин в истории» (Breaking the Silence and Broadening the Frontiers of History: Notes on Recent Studies on African Women in History) в рамках конференции ООН «Встреча экспертов по теоретическим основам и методологическим подходам к исследованиям роли женщин в истории как действующих лиц экономических, социальных, политических и идеологических процессов» (Meeting of Experts on Theoretical Frameworks and Methodological Approaches to Studies on the Role of Women in History as Actors in Economic, Social, Political and Ideological Processes), которая прошла в Париже в том же году.
Её эссе «Африка: новый взгляд изнутри» (Africa: A New Look From the Inside) было опубликовано в журнале «Курьер ЮНЕСКО: Окно, открытое в мир» (The UNESCO Courier: A Window Open on the World, XXXIII, 7) в 1980 году.